# Juin 1850

## Événements
- 8 juin, France : restriction de la liberté de la presse et loi sur la déportation politique[1].

## Naissances
- 2 juin : Friedrich August von Kaulbach, peintre allemand († 26 juillet 1920).
- 6 juin : Ferdinand Braun (mort en 1918), physicien allemand, prix Nobel de physique en 1909.
- 9 juin : Wilhelm Roux (mort en 1924), zoologiste allemand.
- 15 juin :
  - Charles Hazelius Sternberg (mort en 1943), paléontologue et naturaliste américain.
  - Ángel Pastor, matador espagnol († 7 avril 1900).
- 24 juin : Horatio Herbert Kitchener, maréchal et homme politique britannique.
- 26 juin : Alfred Louis Delattre (mort en 1932), ecclésiastique et archéologue français.